# Happy Trails
Albums de Quicksilver Messenger Service
Quicksilver Messenger Service
(1968) Shady Grove
(1969)
Happy Trails est le deuxième album studio du groupe de rock américain Quicksilver Messenger Service, sorti en 1969.
L'album est organisé autour de deux reprises de Bo Diddley. Sur la première face, Who Do You Love? est étirée sur plus de 25 minutes, chaque membre du groupe prenant tour à tour la position de meneur. La seconde face débute sur une reprise de Mona, suivie de deux titres originaux. L'album s'achève sur une reprise du générique du Roy Rogers Show, Happy Trails, qui donne son titre à l'album.
Happy Trails occupe la 189e place du classement des 500 meilleurs albums de tous les temps établi par le magazine Rolling Stone. Il est également cité dans l'ouvrage de référence de Robert Dimery Les 1001 albums qu'il faut avoir écoutés dans sa vie.

## Titres

### Face 1
1. Who Do You Love, Pt. 1 (Bo Diddley) – 3:32
2. When You Love (Duncan) – 5:15
3. Where You Love (Quicksilver Messenger Service / Fillmore Audience) – 6:07
4. How You Love (Cipollina) – 2:45
5. Which Do You Love (Freiberg) – 1:49
6. Who Do You Love, Pt. 2 – 5:51 (Bo Diddley)

### Face 2
1. Mona (Bo Diddley) – 7:01
2. Maiden of the Cancer Moon (Duncan) – 2:54
3. Calvary (Duncan) – 13:31
4. Happy Trails (en) (Evans) – 1:29

## Musiciens
- John Cipollina : guitare, chant
- Gary Duncan : guitare, chant
- Greg Elmore : batterie
- David Freiberg : basse, chant